# Partido Pirata (Suecia)

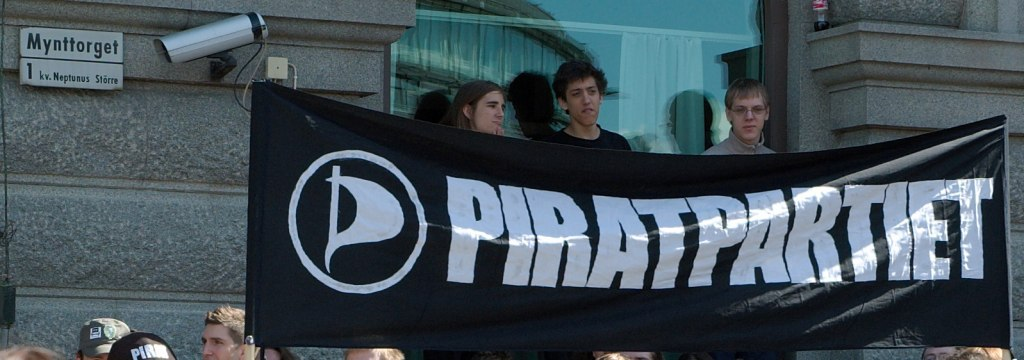
Pancarta en favor del Partido Pirata en una manifestación en Estocolmo, 2006.

Partido Pirata (en sueco: Piratpartiet) es un partido de origen sueco que busca la reforma de las leyes de propiedad intelectual y trabaja para la protección de los derechos civiles y políticos. En cuanto a propiedad intelectual, el partido también quiere reformar las leyes de propiedad industrial, incluyendo el copyright y las patentes, además del respeto del dominio público por todo tipo de organizaciones (incluyendo las empresas de biotecnología) y la promoción del copyleft y los  sistemas operativos libres (como puede ser GNU/Linux). También, el Partido Pirata trabaja para derechos civiles y políticos, como los derechos de privacidad, el derecho de debido proceso y el libertad de información. El partido ha participado en debates sobre, por ejemplo, vigilancia de Internet, IPRED, censura e impartición de archivos.

## Historia y resultados electorales
Dada su plataforma política apoyan asimismo el refuerzo al derecho a la privacidad, tanto en Internet como en la vida diaria y la transparencia en la administración del estado. El partido no se posiciona sobre otros temas, por lo que resulta imposible ubicarlo en términos de derecha o izquierda. Fundado el 1 de enero de 2006, se presentó a las elecciones generales de ese mismo año obteniendo el 0,63 % de los votos.

Miembros del partido tras el proceso abierto contra The Pirate Bay en el que fueron condenados los tres fundadores de la página web.

El partido contaba en mayo de 2009 con 43 248 miembros siendo en ese momento la tercera fuerza política sueca en número de afiliados. Ese rápido crecimiento se debió en parte al protagonismo que tuvo esta formación en las protestas contra el cierre del servidor de intercambio P2P Pirate Bay por parte de la policía sueca. 
Ante la perspectiva de que sectores del electorado joven apoyasen al Partido Pirata en las elecciones, algunos partidos suecos tradicionales como el  Partido Verde, el  Partido Moderado y el Partido de Izquierda se han visto forzados a cambiar sus posiciones sobre el copyright.
En 2009, el Partido Pirata votó a favor de la ley de Internet en Europa, alegando que "No es un texto perfecto pero lo hemos apoyado porque supone dar un primer paso en la dirección correcta".[cita requerida]
| Año  | Votos        | %    | Resultado |
| ---- | ------------ | ---- | --------- |
| 2006 | 34.918 (#10) | 0,63 | 0/349     |
| 2010 | 38.491 (#9)  | 0,65 | 0/349     |
| 2014 | 26.515 (#10) | 0,43 | 0/349     |
| 2018 | 7.326 (#12)  | 0,11 | 0/349     |
| 2022 | 9.135 (#12)  | 0,14 | 0/349     |

### Elecciones al Parlamento Europeo de 2009: 2 escaños
En las elecciones al Parlamento Europeo del 7 de junio de 2009 el partido pirata sueco obtuvo un escaño (7,1 % de los votos), convirtiéndose en el primer representante de un Partido Pirata en una cámara legislativa, aunque después de la rectificación del Tratado de Lisboa le fueron otorgados 2 escaños, siendo Amelia Andersdotter su segunda parlamentaria europea. El siguiente sería Jörg Tauss, al dejar el Partido Socialdemócrata de Alemania (SPD) y unirse a Piraten Partei, el Partido Pirata de Alemania.